# Papa Benet I
Papa Benet I   (Roma, c. 525 - Roma, 1 d'agost de 579) va ser Papa de l'Església Catòlica entre el 575 i el 579.
El saqueig dels llombards va fer molt difícil comunicar-se amb l'emperador a Constantinoble, el qual reclamava per a si el privilegi de confirmar l'elecció dels Papes. És per aquesta raó que hi va haver una vacant de prop d'onze mesos entre la mort de Joan III i l'arribada de la confirmació imperial a l'elecció del papa Benet I, el 2 de juny de l'any 575. El seu pontificat va durar quatre anys, un mes i vint-i-vuit dies.
La fam va seguir la devastació dels llombards, i pel poc que se sap de Benet I en el Liber Pontificalis, es dedueix que va morir enmig dels seus esforços per vèncer aquestes dificultats.
Va morir a Roma el 30 de juliol de l'any 579 i fou enterrat al vestíbul de la sagristia de l'antiga basílica de Sant Pere al Vaticà.